# صموئيل غروس
صموئيل غروس (بالإنجليزية: Samuel Gross)‏ هو سياسي أمريكي، ولد في 10 نوفمبر 1776 في مقاطعة مونتغومري في الولايات المتحدة، وتوفي في 19 مارس 1839 في الولايات المتحدة. حزبياً، نشط في الحزب الجمهوري الديمقراطي. وقد انتخب عضو مجلس ولاية بنسيلفانيا وانتخب عضو مجلس نواب بنسيلفانيا وانتخب عضو مجلس النواب الأمريكي.